# ستيفن هيكس (فيلسوف)
ستيفن هيكس (بالإنجليزية: Stephen Hicks)‏ هو فيلسوف أمريكي، ولد في 19 أغسطس 1960 في تورونتو في كندا.